# Stathmopoda dactylias
Stathmopoda dactylias is een vlinder uit de familie Stathmopodidae. De wetenschappelijke naam van de soort is voor het eerst geldig gepubliceerd in 1921 door Meyrick.